# Іван Класнич
Іван Класнич (хорв. Ivan Klasnić, * 29 січня 1980, Гамбург) — колишній хорватський футболіст, нападник.

## Клубна кар'єра

### Прочаток кар'єри
Народився в Гамбурзі в родині хорватсько-боснійських гастарбайтерів. Починав кар'єру в невеликих місцевих клубах, таких як «Уніон 03» та «Штеллінген». Першим серйозним клубом Класнича став «Санкт-Паулі», в якому він став відомий за матчами Другої Бундесліги. У «Санкт-Паулі» Класнич дебютував у 1998 році у віці 18 років і грав у цій команді протягом 4 сезонів. Найвищим досягненням став вихід «Санкт-Паулі» у Бундеслігу у сезоні 2000/01.

### «Вердер»

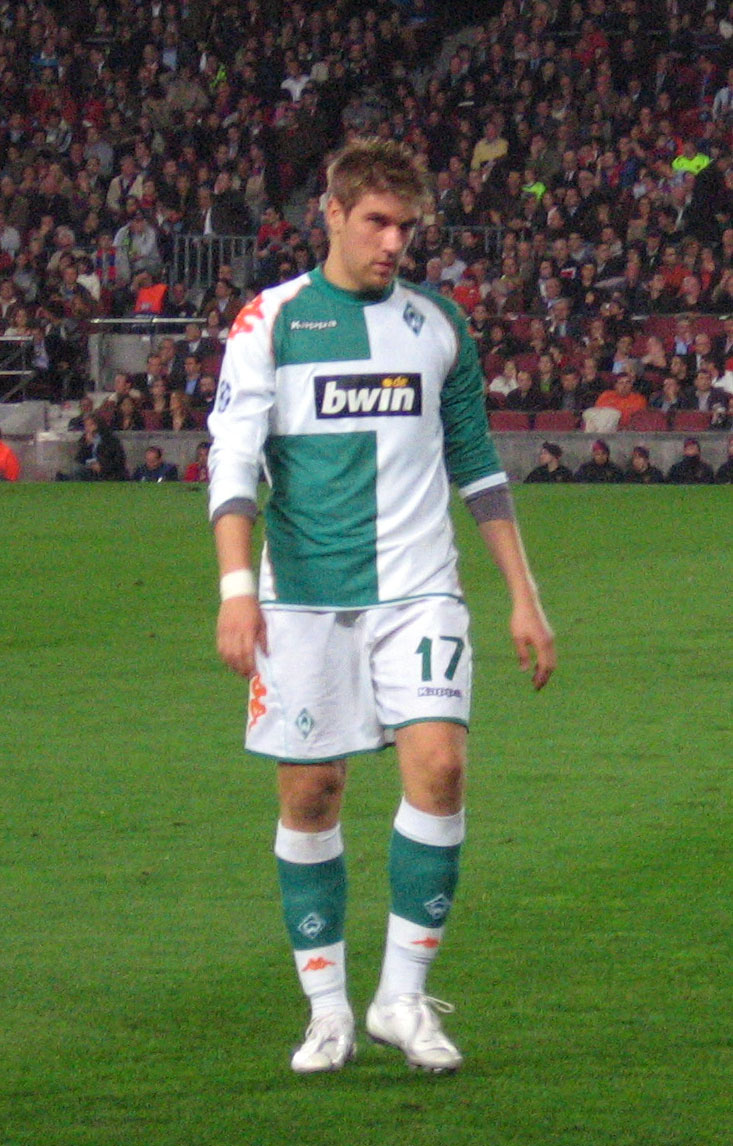
Іван Класнич під час виступів за «Вердер». 5 грудня 2006 року.

Після блискучого сезону в «Санкт-Паулі» Класничем зацікавилися кілька клубів Бундесліги. Найбільш конкретним була пропозиція бременського «Вердера», і влітку 2001 року Класнич на правах вільного агента перейшов в цей клуб. У перші два сезони в «Вердері» Класнич перебував у запасі, підміняючи на поле таких гравців, як Аілтон, Нельсон Вальдес або Ангелос Харістеас. В цей же період він переніс дві серйозні травми коліна. Лише в сезоні 2003/04 Класнич почав грати на рівні своїх можливостей і поряд з Аїлтоном був одним з найкращих гравців колективу, який виграв чемпіонат і Кубок Німеччини. Класнич з 13 м'ячами був після Аїлтона кращим бомбардиром команди, також зробивши 11 гольових передач. Після сезону він продовжив свій контракт з «Вердером».
З сезону 2004/05 його партнером в атаці «Вердера» став Мірослав Клозе, поряд з яким Класнич ще більш розкрився, а разом вони склали забивний атакуючий дует Бундесліги. Класнич в матчах того чемпіонату забив 10 м'ячів, а в розіграші Ліги чемпіонів — 5, з яких 3 були забиті в матчі з бельгійським «Андерлехтом». Вердер дійшов до 1/8 фіналу турніру Ліги чемпіонів, де поступився «Ліону». У сезоні 2005/06 пара цих форвардів привела «Вердер» до віце-чемпіонства Німеччини. «Вердер» у 34 матчах забив 79 м'ячів, з яких більше половини (40 голів) були забиті Класничем (15 голів) і Клозе (25 голів, найкращий бомбардир Бундесліги).
У сезоні 2006/07 у Івана почалися проблеми зі здоров'ям. У лютому 2007 року він переніс операцію з пересадки нирки, яка не увінчалася успіхом, організм відторгнув нирку його матері. З другої спроби, в березні 2007 року, пересадка нирки вдалася, цього разу донором виступив батько Класнича. Після шести місяців лікування, у вересні 2007 року лікарі дозволили йому тренуватися в повну силу. Повністю відновитися Класнич зміг до листопада 2007 року, коли він після майже річної перерви знову вийшов на поле в основному складі.

### Завершення кар'єри
8 липня 2008 року Класнич підписав чотирирічний контракт з французьким «Нантом», Іван дістався клубу безкоштовно, так як «Вердер» не став продовжувати з ним стару угоду.
В останній день літнього трансферного вікна 2009 року Класнич відправився в річну оренду в англійський «Болтон Вондерерз», по завершенні якої уклав з клубом повноцінний контракт. Всього встиг відіграти за клуб з Болтона 77 матчів в національному чемпіонаті, забивши 20 голів.
Завершив професійну ігрову кар'єру у клубі «Майнц 05», за який виступав протягом сезону 2012/13, проте зіграв лише в трьох матчах Бундесліги.

## Виступи за збірні
У 1998—1999 роках Класнич провів п'ять матчів за юнацьку (до 19 років) збірну Хорватії, в яких забив один гол.
У 2001 році залучався до складу молодіжної збірної Хорватії. На молодіжному рівні зіграв у 3 офіційних матчах, забив 1 гол.
Завдяки своєму походженню, Класнич міг зіграти за головну збірну кількох країн. Місце у збірній Німеччини йому пропонував Руді Феллер, а в склад збірної Боснії та Герцеговини запрошував Блаж Слишкович. В обох випадках Класнич відповів відмовою і вибрав збірну Хорватії, в якій він дебютував 18 лютого 2004 року в програному з рахунком 1:2 матчі проти Німеччини.
Перший гол за національну команду він провів у товариському матчі з збірної Македонії 28 квітня 2004 року. Класнич був включений в числі інших футболістів до складу збірної на чемпіонат Європи 2004 року, проте провів весь турнір на лавці запасних.
Перед фінальним турніром чемпіонату світу 2006 року у Німеччині Класніч забив гол збірної Аргентини, хорвати тоді перемогли з рахунком 3:2, а після забив 2 м'ячі в ворота збірної Австрії. Першість світу, однак, пройшло для нього не так вдало. Класніч взяв участь у всіх трьох матчах своєї збірної, але не зміг забити жодного разу, а Хорватія не виграла жодного матчу і не змогла вийти з своєї групи.
Через серйозні проблеми зі здоров'ям на початку 2007 року Класнич цілий рік не викликався в збірну, і лише 26 березня 2008 року знову зміг вийти на поле в її складі. Влітку того ж року Класніч взяв участь в Євро-2008 в Австрії та Швейцарії, відзначившись двома голами в двох зустрічах. Іван став першим в історії гравцем з пересадженою ниркою, які вийшли на поле в матчі фінальної частини чемпіонату Європи.
Всього протягом кар'єри у національній команді, яка тривала 8 років, провів у формі головної команди країни 41 матч, забивши 12 голів.

## Титули і досягнення
- Чемпіон Німеччини (1):

«Вердер»: 2003–04
- Володар Кубка Німеччини (1):

«Вердер»: 2003–04
- Володар Кубка німецької ліги (1):

«Вердер»: 2006